# Супер цумэ-сёги
Супер цумэ-сёги (яп. スーパー詰将棋) — жанр задач в цумэ-сёги, в которых в финальной позиции задачи мат ставится с помощью одной атакующей фигуры, не имеющей никакой поддержки от фигур своей стороны, так как эта фигура — единственная из всей своей армии, которая осталась на доске к моменту постановки мата. Эти задачи не могут закончиться матом золотым генералом, пешкой, токином, серебряным генералом (обычным и превращённым), а так же превращёнными стрелкой и конём, так как все эти фигуры атакуют не далее одной клетки и нуждаются в фигуре, которая их защитит в финальной позиции от взятия вражеского короля.
На диаграмме выше изображена начальная и финальная позиции задачи на цумэ в 9 ходов.
Решение:
1.+R33-13
2.K19-29
3.+P38-39
4.K29x39
5.+R13-19
6.K39-38
7.+P36-37
8.K38x37
9.+R19-39
В финальной позиции защищающаяся сторона не может воспользоваться вставками, так как на третьей вертикали у неё находится пешка, что исключает возможность защиты сбросом пешки (запрет на сдвоение пешек) а вставка коня нарушит правило о том, что нельзя сбрасывать фигуру на доску так, чтобы у неё не было ходов.
Как и во многих других жанрах, здесь есть свои рекордные достижения. Следующая задача (автор Кодзи Соэкава), составленная в 2020 году, является рекордсменом по продолжительности ходов. В ней королевский дракон ставит мат на 113-м ходу.
Большая коллекция задач с решениями доступна на следующем ресурсе.